# Schmidtiana legrandi
Schmidtiana legrandi là một loài bọ cánh cứng trong họ Cerambycidae.